# Sasameki Koto
Sasameki Koto (ささめきこと? lett. "parole sussurrate") è un manga yuri scritto e disegnato da Takashi Ikeda. È stato pubblicato dalla casa editrice Media Factory sul magazine shōnen Monthly Comic Alive, dal 26 maggio 2007 al 27 settembre 2011 ed è composto di 8 tankōbon. I primi due volumi del manga sono stati adattati in un anime di 13 episodi, prodotti dallo studio di animazione AIC dal 7 ottobre al 30 dicembre 2009.

## Trama
Sasameki Koto racconta la vita scolastica di due liceali, Sumika Murasame e Ushio Kazama, e del loro gruppo di amici. Sumika è segretamente innamorata di Ushio, alla quale non riesce a confessare i suoi sentimenti poiché ella è interessata soltanto alle ragazze piccole e carine, mentre invece Sumika è molto alta e sportiva. La storia, dai toni leggeri e tipici di una commedia scolastica, ruota intorno ai tentativi di Sumika di far capire i propri sentimenti ad Ushio che gradualmente prende coscienza dei suoi sentimenti e di quelli degli altri personaggi.

## Personaggi
Sumika Murasame (村雨 純夏?, Murasame Sumika)
Sumika è la protagonista della storia. Studentessa modello, intelligente e atletica, è conosciuta con il soprannome di "Violent Murasame" per la sua abilità nel karate, sport che pratica da anni, essendo figlia di un maestro di dojo, e che in seguito decide di abbandonare per sembrare più delicata. Nonostante sia considerata da tutti una persona forte e un genio in ambito scolastico, non riesce a confessare i suoi sentimenti ad Ushio, e spesso tenta di essere più simile al tipo di ragazza dell'amica e ad attrarre la sua attenzione senza alcun successo, non riuscendo a rendere Ushio consapevole dei sentimenti che prova per lei.
Ushio Kazama (風間 汐?, Kazama Ushio)
Ushio è la migliore amica di Sumika dai tempi delle scuole medie. Dichiaratamente omosessuale, si dice attratta solo da ragazze particolarmente carine e delicate, motivo per cui non riesce a vedere in Sumika nulla più di una semplice amicizia. Ushio, che vive insieme al fratello maggiore Norio, si innamora facilmente di ragazze che considera carine e non viene mai ricambiata. Anche lei prova dei sentimenti nei confronti di Sumika, ma li tiene nascosti poiché ha avuto una brutta esperienza in passato con una delle sue amiche.
Tomoe Hachisuka (蓮賀 朋絵?, Hachisuka Tomoe)
Tomoe, compagna di classe di Sumika e Ushio, è a sua volta una ragazza omosessuale. Tomoe ha una relazione con una compagna di classe, Miyako Taema e a differenza delle sue compagne, ha 18 anni, avendo perso due anni di scuola per salvare la compagnia di famiglia dalla bancarotta. Convinta che la vita scolastica non sia nulla senza un'attività di club da praticare, cerca ogni scusa per riuscire a creare un club esclusivamente femminile, fallendo miseramente ogni singola volta.
Miyako Taema (当麻 みやこ?, Taema Miyako)
Miyako, altra compagna di classe di Sumika e Ushio, è la ragazza di Tomoe. Nonostante il suo aspetto delicato e innocente, Miyako è particolarmente sveglia e maliziosa, sempre pronta a punzecchiare e mettere in difficoltà chi le sta vicino, tanto che l'unica in grado di controllarla sembra essere la sola Tomoe. A causa della relazione molto stretta che esiste fra loro due, Myako e Tomoe sono sempre state isolate dal resto del gruppo, fino a che non hanno casualmente scoperto l'interesse di Sumika nei confronti di Ushio, cosa questa che le ha spinte ad avvicinarsi alle protagoniste, con le quali adesso formano un gruppo affiatato.
Azusa Aoi (蒼井 あずさ?, Aoi Azusa)
Aoi è un'altra compagna di classe di Sumika e Ushio. Si tratta di una ragazza con una vera e propria passione per lo yuri e i romanzi a tema e, in particolare, per i lavori di Orino Masaka, inconsapevole del fatto che dietro tale pseudonimo si nasconde in realtà il fratello maggiore di Ushio, Norio Kazama. Aoi è un'appassionata di doujinshi yuri, in cui spesso si cimenta, ma è convinta che l'amore fra due ragazze dovrebbe essere puro ed innocente, lontano quindi dalla realtà giornaliera.
Masaki Akemiya (朱宮 正樹?, Akemiya Masaki)
Masaki è l'unico ragazzo che fa parte del gruppo di protagonisti di Sasameki Koto. Innamorato di Sumika, ha una vita scolastica abbastanza turbolenta a causa della sorella minore che, a seguito di una serie di circostanze, ha inviato alcune foto di Akemiya vestito da ragazza ad una rivista di moda. Inconsapevole della verità, la rivista ha fatto di Akemi Yamasaki (山崎 アケミ?, Yamasaki Akemi) - questo il nome fittizio - una modella vera e propria. Sumika, venuta a conoscenza del segreto di Akemiya, non si fa scrupoli nel costringerlo al crossdressing quando la situazione lo richiede, contando sul fatto che Ushio non sembra del tutto indifferente alla delicata e bella Akemi.
Charlotte Munchausen (シャルロッテ・ミュンヒハウゼン?, Shārotto Munchaousen)
Soprannominata semplicemente Lotte, Charlotte compare per la prima volta nel terzo volume del manga. Si tratta di una ragazza tedesca, dall'apparenza e modi di fare estremamente infantili. Nonostante il suo aspetto angelico, Lotte non è affatto quel che sembra, arriva infatti in Giappone per poter frequentare il dojo della famiglia Murasame e vede in Sumika un modello da prendere ad esempio. A scuola, indossa la Gakuran nera, l'uniforme maschile, per poter "presevare lo spirito originario Giapponese".
Kiyori Torioi (鳥追 きより?, Torioi Kiyori)
Kyoiri è un'altra compagna di classe di Sumika e Ushio. Ha una personalità allegra e spensiera e la si vede spesso trascorrere del tempo insieme alle altre ragazze del gruppo protagonista, nonostante a differenza di queste ultime, sia eterosessuale.
Norio Kazama (風間 規夫?, Kazama Norio)
Norio Kazama è il fratello maggiore di Ushio e condivide con quest'ultima un piccolo appartamento invaso di libri e riviste. Norio è infatti uno scrittore di romanzi yuri ma, per mantenere intatto il suo fandom, preferisce scrivere sotto lo pseudonimo di "Orino Masaka", in modo da mantenere segreta la sua vera identità. Solo Ushio e Sumika sono a conoscenza della verità.
Manaka Akemiya (朱宮 風間?, Akemiya Manaka)
Manaka è la sorella minore di Masaki. Nonostante sia molto dispettosa nei confronti del fratello, Manaka è estremamente leale nei confronti di Masaki e cerca di aiutarlo come può, soprattutto nei suoi tentativi di attirare le attenzioni di Sumika.

## Episodi
| Nº | Titolo italiano Giapponese 「Kanji」 - Rōmaji                            | In onda          | In onda |
| Nº | Titolo italiano Giapponese 「Kanji」 - Rōmaji                            | Giapponese       |         |
| 1  | Whispered Words 「ささめきこと」 - Sasameki koto                         | 7 ottobre 2009   |         |
| 2  | Cute People 「かわいいひとたち」 - Kawaii Hito Tachi                     | 14 ottobre 2009  |         |
| 3  | First Kiss 「ファーストキス」 - Faasuto Kisu                             | 21 ottobre 2009  |         |
| 4  | 4+1 「4+1」 - 4+1                                                        | 28 ottobre 2009  |         |
| 5  | Friends 「friends」 - friends                                            | 4 novembre 2009  |         |
| 6  | The Couple's Night 「二人の夜」 - Ninin no Yoru                          | 11 novembre 2009 |         |
| 7  | Boys and Girls 「少年少女」 - Shōnen Shōjo                               | 18 novembre 2009 |         |
| 8  | Ripple 「Ripple」 - Ripple                                               | 25 novembre 2009 |         |
| 9  | Like a Sunflowe 「ひまわりの君」 - Himawari no Kimi                      | 2 dicembre 2009  |         |
| 10 | Happening in Summer 「Hapuningu . in . Sama」 - ハプニング・イン・サマー | 9 dicembre 2009  |         |
| 11 | It's Nothing 「Nandemonai」 - なんでもない                               | 16 dicembre 2009 |         |
| 12 | Did You See The Rain? 「雨を見たかい」 - ame o mitakai                   | 23 dicembre 2009 |         |
| 13 | Calling You                                                              | 30 dicembre 2009 |         |